# Boulton Paul Defiant
Boulton Paul Defiant byl britský dvoumístný jednomotorový celokovový stíhací letoun, nasazený na počátku druhé světové války (květen 1940–1942) do bojů proti Luftwaffe. Šlo o poslední bojově nasazený věžový stíhací letoun v britském letectvu.

## Vznik a vývoj

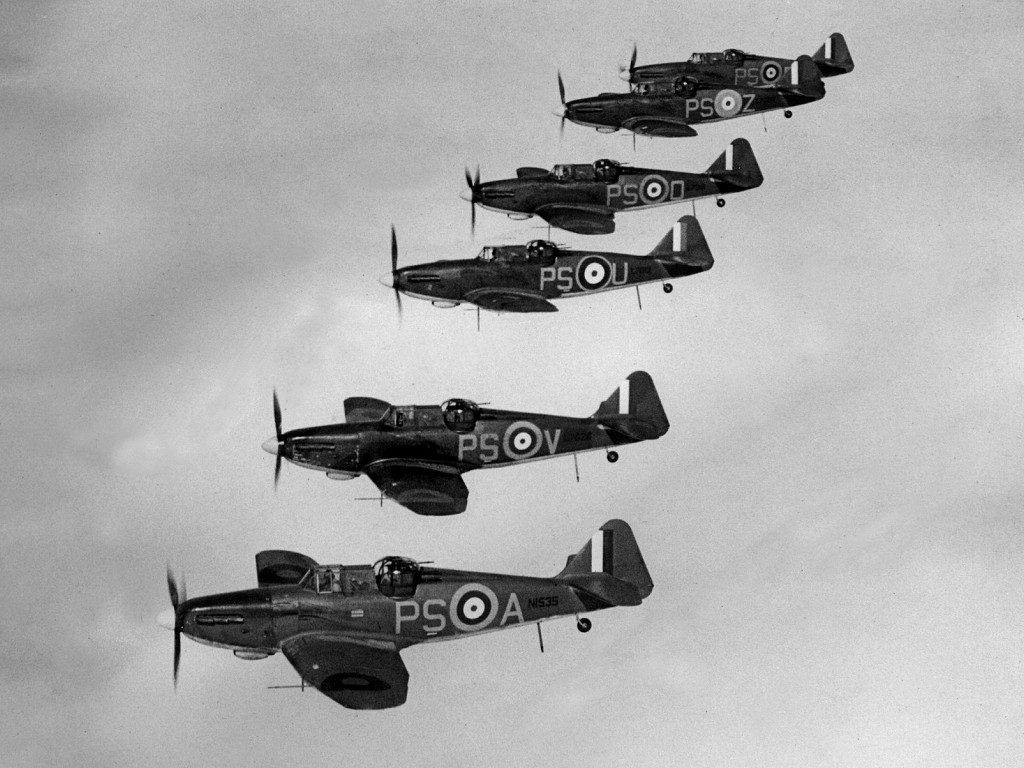
Formace Defiantů Mk.I 264. perutě RAF

Letadlo Boulton Paul Defiant vzniklo na základě specifikace F.9/35 ministerstva letectví z dubna 1935. Veškerá palebná síla letadla byla soustředěna do střelecké věže, kvůli čemuž byla vytvořena nová taktika - pilot měl dostat svou stíhačku do takové pozice, aby střelec mohl co nejlépe zasáhnout nepřátelský bombardér. Střelecká věž měla nejlepší palebné pole zejména nahoru, protože na bombardéry se mělo útočit zdola. V letadle Defiant nebyla kromě střelecké věže již žádná jiná výzbroj, takže stroj byl bezbranný vůči nepřátelským stíhačům, a to zejména při útocích zepředu.
První jednomístný prototyp letadla P.82 Defiant (K8310) poprvé vzlétl 11. srpna 1937 na letišti Pendeford Airport ve Wolverhamptonu, zatím bez střelecké věže. Pohon zajišťoval dvanáctiválcový vidlicový motor Rolls-Royce Merlin I o výkonu 768 kW. Krátce poté byl stroj zkoušen specialisty ve Výzkumném ústavu letadel a výzbroje v Martlesham Heath. Druhý prototyp (K8620) se zvětšenými ocasními plochami, představující vzor pro sériové letouny, poprvé vzlétl 18. května 1938 s motorem Rolls-Royce Merlin II. V této době byl již také první vyrobený letoun opatřen hydraulicky ovládanou střeleckou věží Boulton Paul A Mk.IID se čtyřmi kulomety Browning ráže 7,7 mm. Ve věžích tohoto typu byly zkoušeny první britské gyroskopické střelecké zaměřovače Mk.I Gyro.
První sériový Defiant Mk.I (L6950) vzlétl 30. července 1938 s pohonnou jednotkou Rolls-Royce Merlin III s výkonem 770 kW. Koncem září už různé instituce testovaly celkem pět sériových strojů.
V průběhu roku 1941 dostávaly Defianty letecký radar AI Mk.IV. Takto upravené stroje nesly označení Defiant Mk.IA.
Po produkci 712 strojů Mk.I a Mk.IA následovala výroba 200 exemplářů mírně vylepšeného a výkonnějšího Mk.II se silnějším motorem Merlin XX se vzletovým výkonem 941 kW a soupravou radiolokátoru AI Mk.VI. Některé Defianty Mk.I byly zpětně upraveny na tento standard.
Také se vyráběla i speciální verze určená pro vlečení cvičných cílů (bylo vyrobeno 140 kusů), TT. Mk.I a TT Mk.II, bez střelecké věže. Mnoho již existujících Defiantů bylo přestavěno do této podoby. Celkem bylo vyrobeno 1 064 kusů všech verzí.

## Nasazení

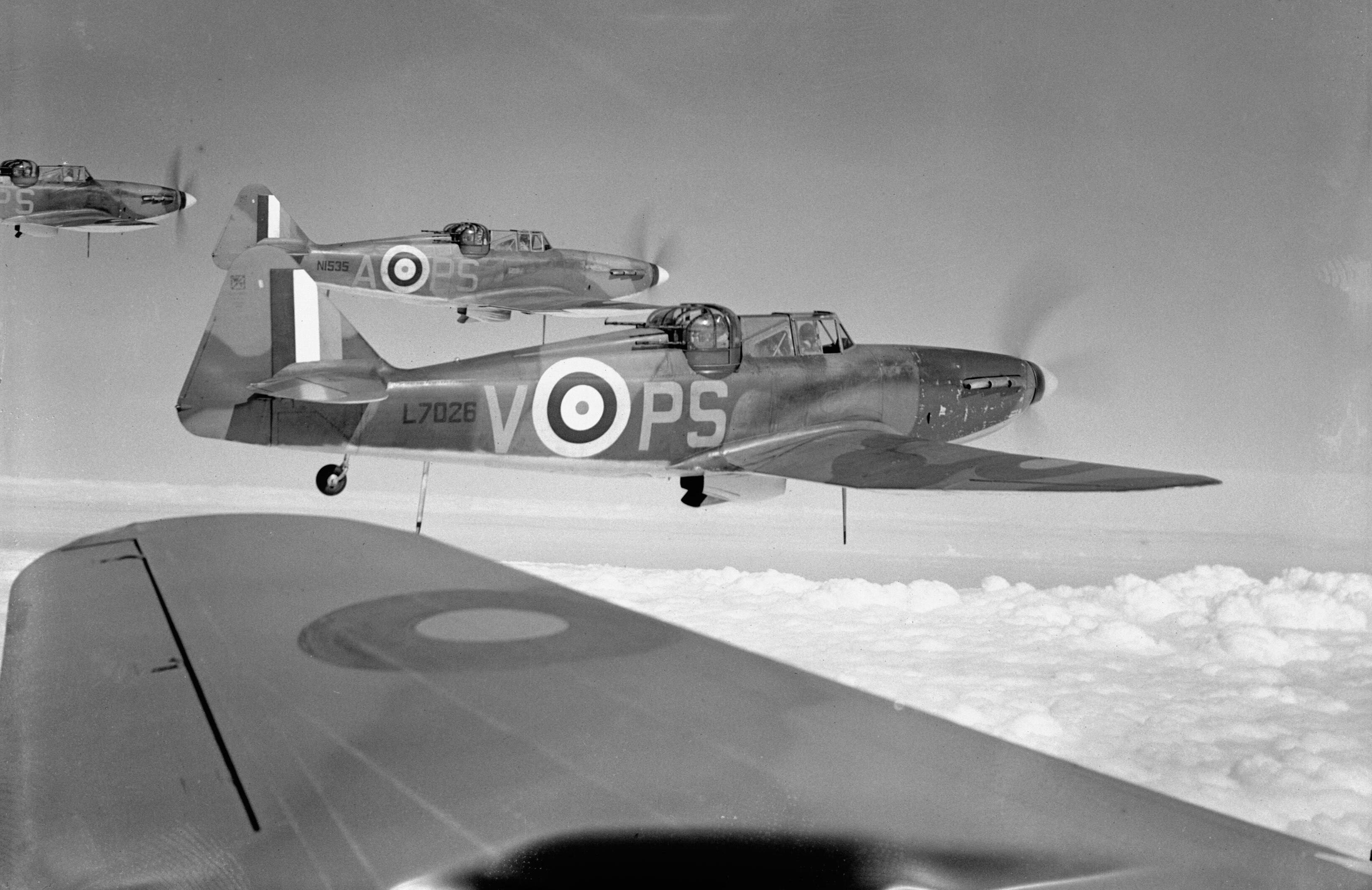
Boulton Paul Defianty 264. perutě RAF, březen 1940

Dodání Defiantů jednotkám Royal Air Force bylo opožděno kvůli vývojovým problémům až do období let 1939—1940. První jednotkou s Defianty se stala 264. stíhací peruť v Manstonu, která 8. prosince 1939 převzala dva P.82. Po tomto útvaru své Defianty začala přebírat 141. peruť. Od 23. listopadu 1940 do září 1941 sloužily Defianty Mk.I také u 255. perutě. Jedinou výzbroj první verze Defiant Mk.I představovala čtveřice spřažených kulometů umístěná v otočné věži za kabinou pilota. Defianty se nejprve úspěšně používaly jako denní stíhačky, zejména nad Dunkerquem. Zpočátku měl letoun určité úspěchy, neboť nezkušení němečtí stíhači si jej pletli s letounem Hawker Hurricane. Přibližovali se tedy k němu zezadu shora a nezřídka svůj fatální omyl zjistili teprve poté, kdy střelec britského letounu zahájil palbu.
Němečtí piloti se ovšem brzy naučili Defiant rozpoznávat, a pak se situace radikálně obrátila: slabě vyzbrojený, pomalý a neohrabaný Defiant, který nemohl střílet dopředu a trpěl komplikovanou komunikací mezi pilotem a střelcem, byl pro německého stíhače snadným a prakticky bezbranným terčem. Pouze sestava většího počtu Defiantů dokázala klást účinnější odpor, který ovšem vyžadoval čistě obrannou formaci neumožňující efektivní útok.
Z tohoto důvodu byl letoun přemístěn k nočnímu stíhání, počínaje červencem 1940, kde následně dosáhl určitých úspěchů. Pro účely nočního stíhání bylo lépe uzpůsobeno 207 kusů nově vyrobené verze Defiant Mk.II. Tato verze byla vybavena leteckým radarem AI Mk IV a motorem Merlin XX. V roce 1941 u 96. noční stíhací perutě na Defiantech sloužili také čeští piloti F/Sgt František Chábera, P/O Josef Keprt, F/O Josef Kloboučník, F/O Vlastimil Veselý a palubní střelci Sgt Karel Bednařík, Sgt Rudolf Husár, Sgt Oldřich Kaňovský a Sgt Jaroslav Kovanda. 
Defiant byl definitivně vyřazen z výzbroje bojových jednotek v roce 1942. Poté byl ještě používán jako záchranný a cvičný letoun a jako letoun pro vlek cvičných cílů. Bylo vyrobeno ještě 140 kusů verze Defiant Mk.III bez otočné věže, které se používaly výhradně k vlekání cvičných terčů.

## Specifikace (Defiant Mk.I)

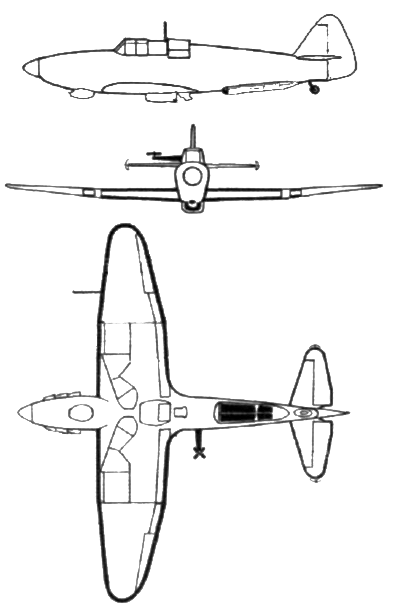
Třípohledový nákres vlečné verze

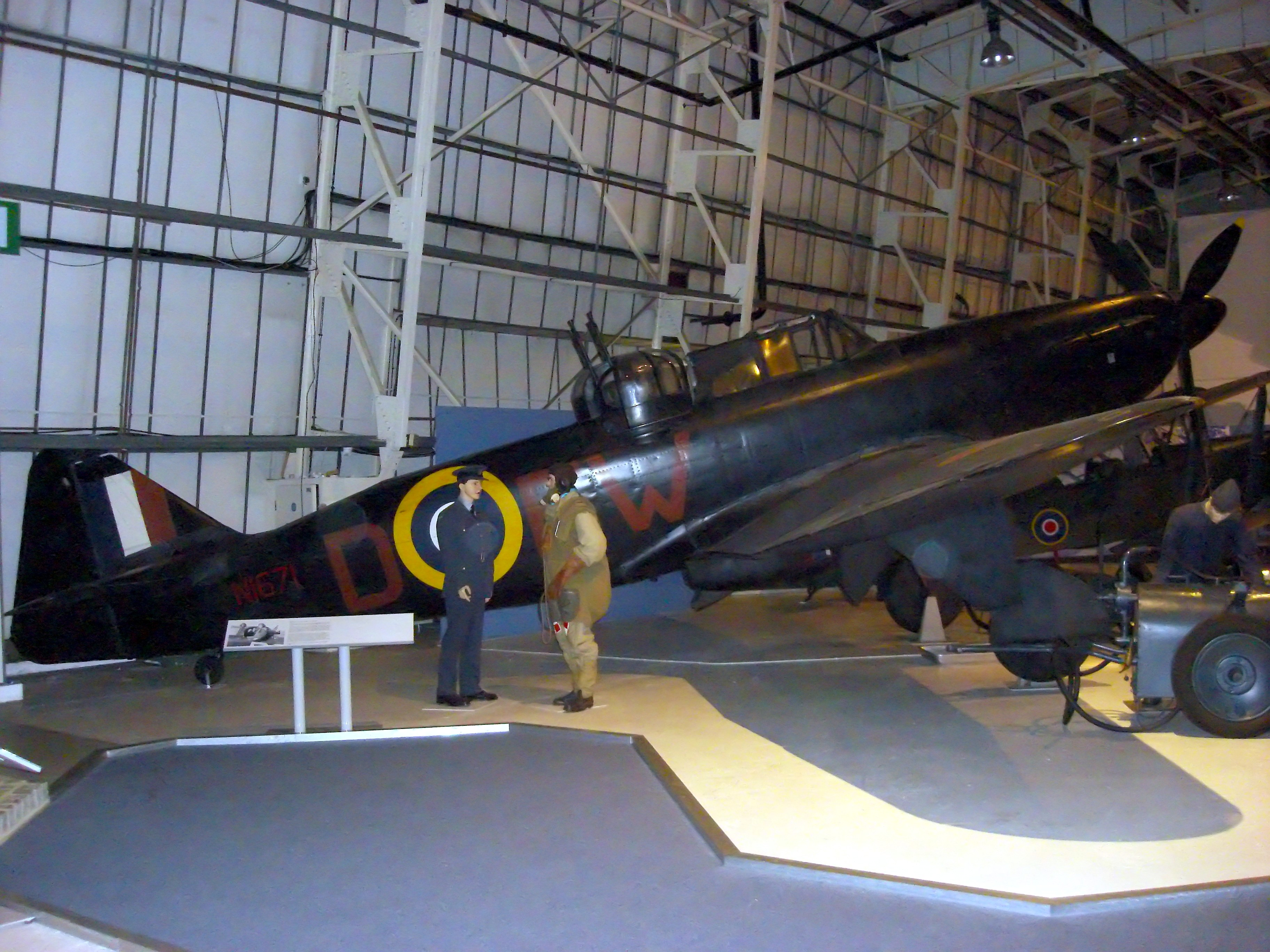
Noční stíhač Boulton Paul Defiant jako exponát muzea RAF v Londýně

### Technické údaje
- Posádka: 2 (pilot a střelec)
- Délka: 10,77 m
- Rozpětí: 11,99 m
- Výška: 3,71 m
- Plocha křídel: 23,23 m²
- Plošné zatížení: kg/m²
- Prázdná hmotnost: 2755 kg
- Vzletová hmotnost : 3773 kg
- Pohonná jednotka: 1 × kapalinou chlazený dvanáctiválec do V Rolls-Royce Merlin III
- Výkon pohonné jednotky: 768 kW (1 030 hp)

### Výkony
- Maximální rychlost: 489 km/h
- Dolet: 748 km
- Dostup: 9250 m
- Stoupavost: 9,65 m/s
- Poměr výkon/hmotnost: 204 W/kg

### Výzbroj
- 4 × kulomet Browning ráže 7,7 mm v hydraulicky ovládané hřbetní věži (600 nábojů na hlaveň, celkem 2400 nábojů)